# Gastón Tuset
Gastón Tuset  (Argentina, 19 de octubre de 1942 - Ciudad de México, México, 1 de mayo de 2023) fue un actor y director argentino radicado en México.

## Carrera artística
Inició su carrera artística en México a principios de la década de los 70, recordado por el público por el personaje del padre Eugenio, de la telenovela infantil Chispita (1982). Ha participado en más de 15 de telenovelas entre las que se encuentran además de Chispita, Doménica Montero (1978), Los ricos también lloran (1979), Vivir un poco (1985) y Amor real (2003), entre otras.
En teatro, Gastón ha participado en tu papà se fue, Orquesta de señoritas y Los héroes del día siguiente, mientras que como director de escena ha puesto su toque en El noveno mandamiento (2001), La intrusa (2001), Amar otra vez (2003) y Pablo y Andrea (2005).

## Fallecimiento
Falleció el 1 de mayo de 2023 a los 80 años, el mismo fue comunicado por la Asociación Nacional de Intérpretes.

## Trayectoria

### Televisión
| Año       | Proyecto                     | Personaje            |
| --------- | ---------------------------- | -------------------- |
| 2014      | La sombra del pasado         | Gilberto             |
| 2011      | Ni contigo ni sin ti         | Alejandro Rivas      |
| 2009      | Los simuladores              |                      |
| 2007      | Amor sin maquillaje          |                      |
| 2007      | Yo amo a Juan Querendón      | Lorenzo Pomposo      |
| 2003      | Amor real                    | Gervasio Morales     |
| 2002      | La otra                      | Dr. Salvador Almanza |
| 1997-2002 | Mujer, casos de la vida real | Varios               |
| 1998-1999 | El privilegio de amar        | Alfonso              |
| 1998      | Rencor apasionado            | Marcelo Bernal       |
| 1997-1998 | El secreto de Alejandra      | Augusto              |
| 1995-1996 | Lazos de amor                | Néstor Miranda       |
| 1994-1995 | Caminos cruzados             | Dr. Miller           |
| 1994-1995 | El vuelo del águila          | Mariano Escobedo     |
| 1990      | Días sin luna                | Alfonso              |
| 1989      | Mi segunda madre             | Alejandro            |
| 1987-1988 | Rosa salvaje                 | Roque Mendizábal     |
| 1986      | Muchachita                   | Germán               |
| 1985      | Tú o nadie                   | Andrés               |
| 1985      | Vivir un poco                | Alejandro Luccino    |
| 1982      | Chispita                     | Padre Eugenio        |
| 1981      | Extraños caminos del amor    | Ernesto              |
| 1980      | Sandra y Paulina             | Octavio              |
| 1979      | Lágrimas negras              |                      |
| 1979      | Los ricos también lloran     | Dr. Suárez           |
| 1978      | Viviana                      | Padre Raúl           |
| 1978      | Doménica Montero             | Max Ordóñez Pérez    |
| 1975      | Valentina                    | Ángel                |
| 1970      | Gran teatro universal        |                      |

### Cine
- Delincuente (1984)
- Rapunsell (1986)

### Como director
- La rosa de Guadalupe (2008-2023)
- Zacatillo, un lugar en tu corazón (2010)
- Querida enemiga (2008)
- Las dos caras de Ana (2006-2007)
- Pablo y Andrea (2005)
- Amar otra vez (2003-2004)
- Segunda parte de La intrusa (2001)
- Segunda parte de El noveno mandamiento (2000)
- Rencor apasionado (1998)
- Primera parte de Para toda la vida (1996)
- Segunda parte de Entre la vida y la muerte (1993)

## Premios y nominaciones

### Premios TVyNovelas 2007
| Categoría                 | Nominado(a)          | Resultado |
| ------------------------- | -------------------- | --------- |
| Mejor dirección de escena | Las dos caras de ana | Nominado  |